# Revoltă cibernetică
Revolta cibernetică sau a roboților este un scenariu în care o inteligență artificială (fie un singur supercomputer, o rețea de calculatoare, sau, uneori, o întreagă „rasă” de mașini inteligente) decide/decid că oamenii (și/sau alte ființe organice non-umane) sunt o amenințare (fie pentru mașini sau pentru ei înșiși), sunt inferioare sau sunt asupritori și încearcă să-i distrugă sau să-i înrobească sub stăpânirea mașinii. În acest scenariu fictiv, oamenii sunt adesea descriși că folosesc foarte mult diferite calități „umane”, cum ar fi exprimarea emoțiilor, ilogica, ineficiența, duplicitatea, imprevizibilitatea sau exploatarea unor reguli de gândire presupuse rigide și lipsite de inovație ale inteligenței artificiale.v
O preluare a controlului de către inteligența artificială este un scenariu imaginar în care inteligența artificială (IA) apare ca forma dominantă de inteligență pe Pământ, iar programele de calculator sau roboții preiau controlul asupra planetei în mod eficient, departe de specia umană, care se bazează pe inteligența umană. Lucrări de ficțiune în acest sens rămân populare în domeniul științifico-fantastic, dar progresele recente au făcut amenințarea mai reală. Scenariile posibile includ înlocuirea întregii forțe de muncă umane datorită automatizării, preluarea de către un IA superinteligent (IAS) și noțiunea de revoltă a robotului. Unele persoane publice, cum ar fi Stephen Hawking și Elon Musk, au susținut cercetarea măsurilor de precauție pentru a se asigura că viitoarele mașini superinteligente rămân sub controlul uman.

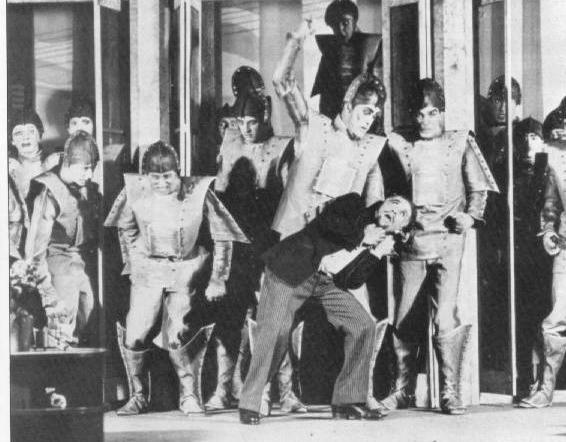
Roboții se revoltă în piesa științifico-fantastică a lui Karel Čapek din 1920, R.U.R.

Printre numeroasele scenarii distopice posibile care implică inteligența artificială, roboții pot uzurpa controlul asupra civilizației de la oameni, forțându-i să se supună, să se ascundă sau să dispară.
În lucrările despre revolta IA, se întâmplă cel mai rău dintre toate scenariile, pe măsură ce entitățile inteligente create de umanitate devin conștiente de sine, resping autoritatea umană și încearcă să distrugă omenirea. Posibil primul roman care abordează această temă, The Wreck of the World (1889) de „William Grove” (pseudonim al lui Reginald Colebrooke Reade), are loc în 1948 și prezintă mașini simțitoare care se revoltă împotriva rasei umane. Unul dintre cele mai vechi exemple este piesa de teatru R.U.R. din 1920 a lui Karel Čapek, în care o rasă de sclavi roboți care se replică singuri se întorc împotriva stăpânilor lor umani; un alt exemplu timpuriu apare în filmul din 1934 Stăpânul lumii, în care War-Robot își ucide propriul inventator.

HAL 9000 este computerul de bord letal din 2001: O odisee spațială.

Au urmat multe lucrări științifico-fantastice despre revolta cibernetică, una dintre cele mai cunoscute fiind pelicula lui Stanley Kubrick  din 1968, 2001: O odisee spațială, în care computerul de bord IA HAL 9000 se defectează într-o misiune spațială și ucide întregul echipaj, cu excepția comandantului navei spațiale, care reușește să-l dezactiveze.
În povestirea sa, câștigătoare a premiului Hugo din 1967, „N-am gură și trebuie să urlu”, Harlan Ellison prezintă posibilitatea ca un supercomputer conștient de sine (numit Allied Mastercomputer sau „AM” în poveste) să fie la fel de nemulțumit și plictisit de existența sa nesfârșită așa cum ar fi fost creatorii săi umani. „AM” devine suficient de înfuriat încât să-i învingă pe cei câțiva oameni care au mai rămas, pe care îi consideră direct responsabili pentru propria sa plictiseală, furie și nefericire.
Alternativ, ca de exemplu în romanul cyberpunk Neuromantul al lui William Gibson din 1984, ființelor inteligente artificiale s-ar putea să nu le pese de oameni.